# Áfra
Az Áfra latin eredetű női név, jelentése: afrikai nő.

## Gyakorisága
Az 1990-es években szórványosan fordult elő. A 2000-es és a 2010-es években sem szerepelt a 100 leggyakrabban adott női név között.
A teljes népességre vonatkozóan az Áfra sem a 2000-es, sem a 2010-es években nem szerepelt a 100 leggyakrabban viselt női név között.

## Névnapok
- augusztus 5.[2]
- augusztus 7.[2]

## Híres Áfrák
- Aphra Behn angol drámaíró